# 首頸刺鎧蝦
首頸刺鎧蝦（学名：Cervimunida princeps）为鎧甲蝦科刺鎧蝦屬下的一个种。